# Северин Яворський
Северин Яворський (пол. Seweryn Jaworski; 22 травня 1931, Варшава) — польський дисидент-антикомуніст, активіст профспілки Солідарність. Близький соратник Єжи Попелушко. Консервативний політик у Третій Речі Посполитій.

## Робота та партійність
Після закінчення середньої школи працював на заводі електронного обладнання у Мендзилесі. Потім викладав у суднобудівному технікумі Пуцька. Повернувшись до Варшави, став вихователем у колонії для неповнолітніх. У 1970 році вступив на металургійний завод «Хута Варшава».
З 1952 до 1956 року Северин Яворський перебував у ПОРП. Був виключений за підтримку Познанського повстання.

## Радикал «Солідарності»
У серпні 1980 року Северин Яворський активно приєднався до страйкового руху. Був одним з організаторів страйку металургів Хута Варшава — першої у польській столиці акції солідарності з робітниками-страйкарями Гданської корабельні. Став головою заводського страйкового комітету та заводської Солідарності. З вересня 1980 року був заступником голови «Солідарності» столичного Мазовецького регіону. Відповідав за соціальні питання та співпрацю з католицькою церквою. Тісно співпрацював з капеланом «Солідарності» Єжи Попелушко.
Северин Яворський дотримувався радикальних антикомуністичних поглядів, належав до «фундаменталістів Солідарності». Виступав за послідовну конфронтацію з ПОРП й урядом ПНР. У вересні 1981 року приєднався до Клубів служби незалежності — консолідації націонал-католицького крила профспілки.
У листопаді 1981 року Яворський підтримав окупаційний страйк курсантів варшавського Вищого пожежного училища. Організував робочу маніфестацію на підтримку курсантів. Страйк був придушений 2 грудня частинами ЗОМО з застосуванням гвинтокрила.

На засіданні президії «Солідарності» у Радомі 3 грудня 1981 року та Всепольській комісії профспілки у Гданську 11—12 грудня Яворський зайняв максимально жорстку позицію, закликаючи до загального страйку та відкритого повстання.
Дивись, якщо відступиш, я особисто відірву тобі голову!

Северин Яворський — Леху Валенсі

## Переслідування та підпілля
Після введення воєнного стану 13 грудня 1981 року Северина Яворського інтернували. Утримувався у спеціальних таборах у Стшебелинку (Вейгеровський повіт) і у Бялоленці (Варшава). Знову заарештовано 23 грудня 1982 року разом з Яном Рулевським, Мар'яном Юрчиком, Гжегожем Палькою, Анджеєм Гвяздою, Каролем Модзелевським, Анджеєм Розплоховським. Вступав у конфлікти з тюремною охороною, тричі зазнавав побиття. Підпільна «Солідарність» випустила у 1984 році серію поштових марок з зображеннями політв'язнів, зокрема з Северином Яворським.
Групу «фундаменталістів» звинувачували у спробі силового повалення режиму ПНР. Однак влада не наважилася провести показовий процес, і у липні 1984 року Яворський вийшов за амністією.
Северин Яворський керував підпільною структурою «Солідарності» та Солідарністю, яка бореться регіону Мазовше. Був одним із найближчих соратників Єжи Попелушко. Після вбивства Попелушко брав участь у масовій акції на його похороні. Вступив до Громадянського комітету проти насильства. У 1986 році знову заарештований і засуджений до двох років ув'язнення, але через пів року амністований.

## У консервативному русі
У 1988 році Северин Яворський взяв активну участь у новій хвилі страйкового руху. Очолював страйк металургів Хута Варшава. Він різко засудив переговори у Магдаленці, не визнав рішень круглого столу. На першотравневому мітингу 1989 року Яворський звинуватив Валенсу у «змові з комуністами» та «диктатурі над профспілкою». Однак через кілька днів Валенса приїхав до Варшави, відвідав металургійний завод, розкритикував Яворського та заручився підтримкою більшості колективу.
Домовленості з урядом, укладені «Солідарністю» у 1988—1989 роках, Яворський характеризував як зраду. Виступав проти уряду Тадеуша Мазовецького та «шокової терапії» Бальцеровича. Разом з Юрчиком і Гвяздою він організував профспілку Солідарність 80. Позиціювався як продовжувач традиції робітничого протесту.
У 1993 році Яворський взяв участь у створенні профспілки Християнська Солідарність імені Єжи Попелушко. Рішуче виступав проти приватизації польських підприємств іноземним капіталом. Співпрацював з Яном Ольшевським. У 1995 році став одним з засновників націонал-консервативного Руху польської реконструкції (ROP). Лідером ROP був експрем'єр Ян Ольшевський, одним з видатних діячів — колишній антинацистський та антикомуністичний партизан, командир загону Армії Крайової, активіст Свободи та Незалежності Генрик Левчук. Співпраця з такими політиками наочно демонструвала позиції Яворського.
28 серпня 2020 року Яворський брав участь у ювілейних урочистостях 40-річчя «Солідарності». 89-річний Яворський виступив на Хута Варшава.
Яворський уособлює у русі «Солідарність» націонал-патріотизм, католицький консерватизм, радикальний демократизм і пролетарські класові пріоритети. Його політичний стиль завжди відрізнявся прямолінійною безкомпромісністю та орієнтацією на масовий робітничий рух.